# Avicularia fasciculata
Avicularia fasciculata là một loài nhện trong họ Theraphosidae và thuộc chi Avicularia. Loài này phân bố ởNam Mỹ.